# ساتورو هوشینو
ساتورو هوشینو (انگلیسی: Satoru Hoshino؛ زادهٔ ۴ فوریهٔ ۱۹۸۹) بازیکن فوتبال اهل ژاپن است.